# 宮脇律郎
宮脇 律郎（みやわき りつろう、1959年8月 - ）は、日本の地球科学者。専門は、結晶化学・鉱物学。学位は、理学博士（筑波大学・課程博士・1987年）（学位論文「Crystal chemistry of rare-earth minerals（希土類元素鉱物の結晶化学）」）。国立科学博物館地学研究部部長、日本鉱物科学会元会長、国際鉱物学連合・新鉱物・命名・分類委員会名誉委員長。

## 略歴
岐阜県生まれ。1982年、筑波大学第一学群自然学類卒業。1987年、筑波大学大学院化学研究科博士課程修了。理学博士。学位論文の題は 「Crystal chemistry of rare-earth minerals（希土類元素鉱物の結晶化学）」。  
1987年通商産業省工業技術院名古屋工業技術試験所（現・産業技術総合研究所中部センター）セラミックス応用部原料技術課を経て、1996年から国立科学博物館地学研究部主任研究官。2011年、同鉱物科学研究グループ長。
2018年、日本鉱物科学会副会長、国際鉱物学連合、新鉱物･命名･分類委員会委員長に就任。
2020年、日本鉱物科学会会長。
これまでに40種以上の新鉱物の発見に関わっている。この数は日本人最多である。
2024年には、福島県で発見された鉱物が彼にちなんで「宮脇石」（Miyawakiite-(Y)）と命名された。

## 受賞歴
- 1995年: 平成7年度日本粘土学会奨励賞
- 1996年: 素材物性学会山崎賞
- 1997年: 平成9年度日本希土類学会奨励賞（足立賞）
- 2000年: 日本鉱物科学会櫻井賞
- 2013年: 日本鉱物科学会賞[1]

## 著書
- 足立吟也編著『希土類の科学』化学同人、1999年。ISBN 4-7598-0806-X。
- 松原聰、宮脇律郎『日本産鉱物型録』東海大学出版会〈国立科学博物館叢書〉、2006年。ISBN 4-486-03157-1。
- 松原聰、宮脇律郎『鉱物と宝石の魅力 : つくられかたから性質の違い、日本で取れる鉱物まで』ソフトバンククリエイティブ〈サイエンス・アイ新書〉、2007年。ISBN 978-4-7973-4127-0。
- 宮脇律郎監修『徹底図解鉱物・宝石のしくみ : カラー版』新星出版社、2008年。ISBN 978-4-405-10666-6。
- 松原聰編著、加藤昭・千葉とき子・松原聰・宮脇律郎著『鉱物観察ガイド』東海大学出版会〈国立科学博物館叢書〉、2008年。ISBN 978-4-486-01788-2。
- 諏訪恭一・門馬綱一・西本昌司・宮脇律郎著『起源がわかる宝石大全』ナツメ社、2022年。ISBN 978-4-816-37143-1。